# ان‌جی‌سی ۲۱۷۴
ان‌جی‌سی ۲۱۷۴ یک سحابی H II  از نوع سحابی گسیلشی در صورت فلکی شکارچی است و در نزدیکی خوشه ستاره‌ای باز ان‌جی‌سی ۲۱۷۵ قرار دارد. فاصله این سحابی تا زمین ۶٬۴۰۰ سال نوری است.